# تومي جونستون
تومي جونستون (بالإنجليزية: Tommy Johnston)‏ (18 أغسطس 1927 في المملكة المتحدة - 4 سبتمبر 2008 في أستراليا) هو مدرب كرة قدم ولاعب كرة قدم بريطاني في مركز الهجوم. لعب مع أولدهام أثلتيك وبلاكبيرن روفرز ونادي غيلينغهام ونادي كيلمارنوك ونادي ليتون أورينت ونورويتش سيتي ونيوبورت كونتي ودارلينجتون إف سى.